# Uwe Woyde
Uwe Woyde (* 5. Februar 1966) ist ein ehemaliger deutscher Fußballspieler in der Abwehr. Er spielte für den FC Vorwärts Frankfurt (Oder) in der DDR-Oberliga.

## Karriere
Woyde spielte in seiner Jugend bei der BSG Elektronik Teltow und der KJS Frankfurt (Oder). 1984 ging er zum FC Vorwärts Frankfurt (Oder), wo er zunächst für die zweite Mannschaft im Einsatz war. In der ersten Mannschaft, die 1986/87 in der Oberliga spielte, debütierte am 23. Mai 1987, als er am 25. Spieltag bei der 0:1-Niederlage gegen die BSG Fortschritt Bischofswerda in der Startelf stand. Am nächsten Spieltag kam er zu seinem zweiten Einsatz. In der folgenden Saison wurde er mit elf Spielen und zwei Tore noch vorwiegend in der Reservemannschaft eingesetzt, die in der zweitklassigen DDR-Liga spielte. In der Oberliga kam er nur einmal zum Einsatz. Erst nach dem Abstieg in die DDR-Liga wurde Woyde häufiger in der ersten Mannschaft eingesetzt. 1988/89 kam er auf 17, 1989/90 auf 30 Partien und ein Tor. In der folgenden Saison spielte er mit Frankfurt in der drittklassigen Oberliga, wo er in 22 Spielen einen Treffer erzielte. 1991 wechselte Woyde zum 1. FSV PCK 90 Schwedt, wo er bis 1993 blieb. Anschließend wurde er von Energie Cottbus verpflichtet. Dort konnte er sich jedoch nicht durchsetzen und kam in dem einen Jahr nur auf elf Spiele. 1995 ging er zum Spandauer SV, für den Woyde 72 Partien (ein Tor) in der Regionalliga Nord/Ost absolvierte. 1997 wechselte er als Spielertrainer zur Fortuna Schwedt, bevor er 1999 seine Karriere beendete. Seitdem wirkte er als Trainer bei mehreren Vereinen.